# Antino Jackson
Antino Jackson Jr. (Tampa, Florida, 31 de enero de 1996) es un baloncestista estadounidense que pertenece a la plantilla de los Rayos de Hermosillo del CIBACOPA mexicano. Con 1,80 metros de estatura, juega en la posición de base. 

## Trayectoria deportiva

### Universidad
Jugó durante tres temporadas con los Zips de la Universidad de Akron, en las que promedió 8,9 puntos, 2,3 rebotes y 2,4 asistencias por partido. En abril de 2017 fue transferido a los Lobos de la Universidad de Nuevo México, donde jugó una última temporada en la que promedió 10,4 puntos, 4,6 asistencias y 2,1 rebotes por encuentro, siendo incluido por los entrenadores en el mejor quinteto defensivo de la Mountain West Conference.

### Profesional
Tras no ser elegido en el Draft de la NBA de 2018, el 30 de junio firmó su primer contrato profesional con el Pallacanestro Virtus Cassino de la Serie A2, el segundo nivel del baloncesto italiano.
El 21 de febrero de 2019 fichó por el NPC Rieti, también de la Serie A2.